# Bartolomeo Zamberti
Bartolomeo Zamberti   (Venècia, c. 1473 - c. 1539) va ser un humanista i matemàtic italià.

## Vida i obra
Poc es coneix de la seva vida. Va ser deixeble de Giorgio Valla de qui va escriure el seu elogi funerari. També se sap que va escriure poemes i obres teatrals, entre les quals destaca la comedia d'embolic titulada Dolotechne, impresa a Venècia el 1504 i reimpresa a Colònia el 1511.
Però el motiu pel qual és més conegut és per haver estat el primer traductor dels Elements d'Euclides a partir d'una font grega, i no pas des de traduccions àrabs com s'havia estat fent durant tota l'edat mitjana. Malauradament, Zamberti era més filòleg que matemàtic i la seva voluntat era la de restaurar el text grec clàssic, a partir d'una edició feta per Teó d'Alexandria que hi havia a la Biblioteca Marciana i que avui és il·localitzable. La seva traducció és literal, sense aportar comentaris i incloent un llarg pròleg en el qual critica la traducció més difosa anteriorment de Campanus de Novara, a qui arriba a qualificar de interpres barbarissimus.
La seva traducció va ser ràpidament superada per altres de més tècniques i procedents de fonts anteriors a Teó, com la de Francesco Maurolico o la de Tartaglia.